# Stefan Mokrzecki
Stefan Mokrzecki herbu Ostoja (ur. 28 kwietnia 1862 w Dzitrykach, zm. 9 kwietnia 1932 w Wilnie) – generał dywizji Wojska Polskiego.

## Życiorys
Stefan Mokrzecki urodził się 28 kwietnia 1862 roku w Dzitrykach, w rodzinie Aleksandra, ziemianina, i Kamilii z Maszewskich. Jego braćmi byli Adam – generał brygady WP, Zygmunt – światowej sławy entomolog, profesor SGGW oraz Wincenty – sędzia Sądu Okręgowego w Wilnie.
Po ukończeniu Korpusu kadetów w Pskowie (1879) i Szkoły Junkrów w Rydze (1881) wstąpił do carskiej armii. Początkowo służył w 101 Permskim pułku piechoty. W 1907 roku został oficerem Komitetu Szkolenia i Wychowania przy Ministerstwie Wojny w Petersburgu. Brał udział w I wojnie światowej jako dowódca 107 Kobryńskiego pułku piechoty. Otrzymał Order Świętego Jerzego za dobre dowodzenie pułkiem w sierpniu 1914 roku. Ranny w czasie walk w Prusach Wschodnich. W 1917 roku awansowany do stopnia generała majora. Od marca do maja 1918 roku w II Korpusie Polskim na Wschodzie. W Armii Państwa Ukraińskiego dowodził Połtawską Brygadą Piechoty, w randze generała chorążego. Od marca 1919 roku w Polskiej Misji Wojskowej na Wschodzie.
1 sierpnia 1919 roku został przyjęty do Wojska Polskiego z zatwierdzeniem posiadanego stopnia generała podporucznika i mianowany dowódcą 8 Dywizji Piechoty. 20 grudnia 1919 został mianowany dowódcą Okręgu Etapowego Mińsk. 20 maja 1920 roku został przeniesiony ze Stacji Zbornej w Warszawie do Dowództwa Okręgu Generalnego „Pomorze” na stanowisko zastępcy dowódcy okręgu. W czasie wojny z bolszewikami był dowódcą odcinka Wisły Toruń – Tczew. Od września do listopada 1920 roku dowódca Twierdzy Grodno. Od listopada do 12 grudnia 1920 roku w zastępstwie dowódca I Korpusu Wojska Litwy Środkowej. Z dniem 1 stycznia 1921 roku został przeniesiony w stan spoczynku. Od 16 stycznia do 21 listopada 1921 roku pełnił obowiązki prezesa Tymczasowej Komisji Rządzącej Litwy Środkowej, następnie zaś funkcję wiceprezesa Komisji. 1 maja 1922 roku został mianowany członkiem Oficerskiego Trybunału Orzekającego. 26 października 1923 roku Prezydent RP Stanisław Wojciechowski zatwierdził go w stopniu generała dywizji. 31 maja 1925 roku Minister Spraw Wojskowych zwolnił go z czynnej służby. Mieszkał w Wilnie. Był właścicielem folwarku Winkowce. Zmarł 9 kwietnia 1932 w Wilnie. 12 kwietnia 1932 roku został pochowany na cmentarzu Bernardyńskim w Wilnie.
Stefan Mokrzecki był żonaty z Joanną Bronisławą Zelman (zm. 1930), z którą miał trzech synów: Bronisława (ur. 1890), Jerzego (1896), Stefana (1900) i córkę Romanę (1905).

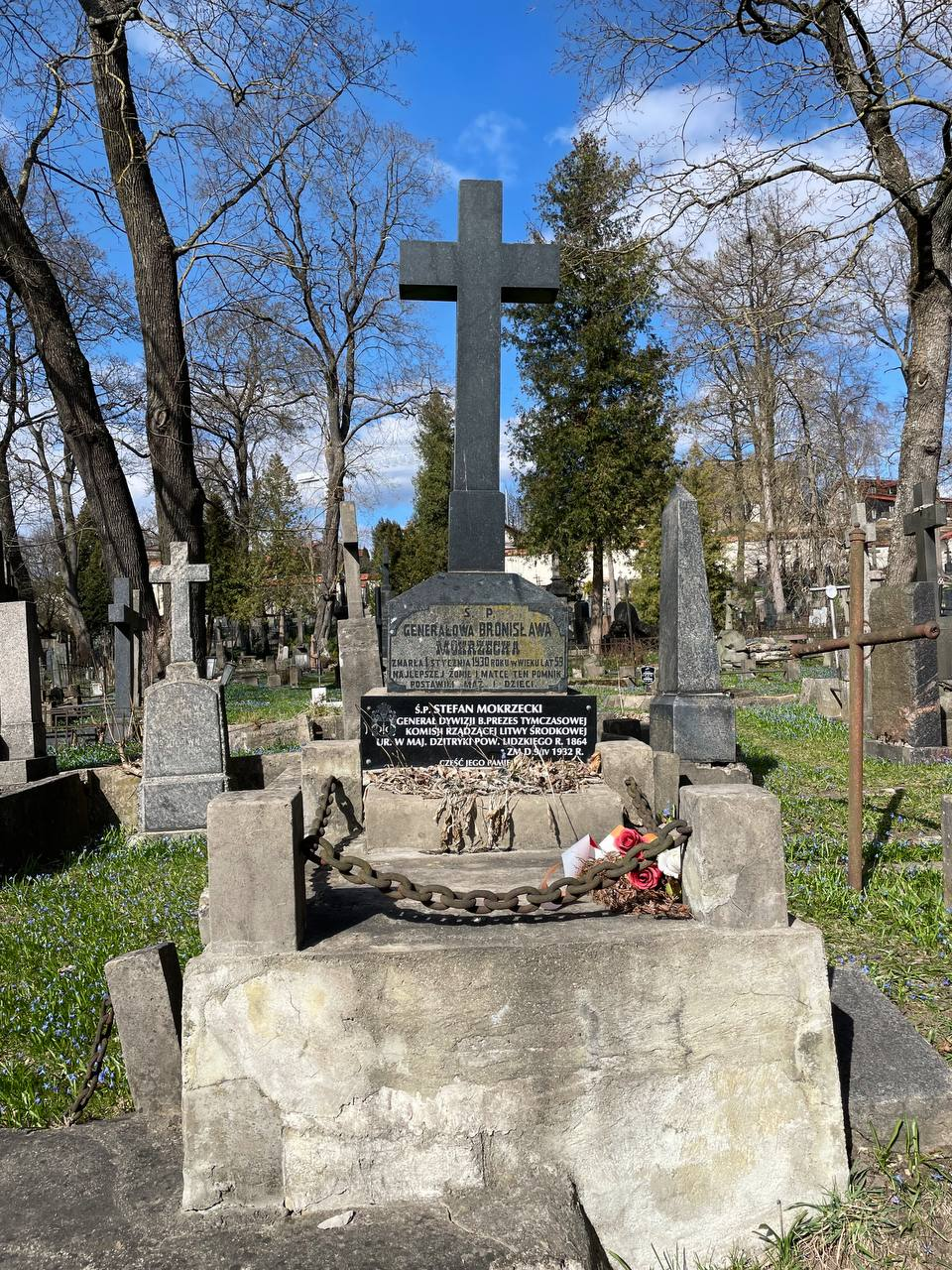
Grób Stefana Mokrzeckiego i jego żony Bronisławy na Cmentarzu Bernardyńskim w Wilnie.

## Ordery i odznaczenia
- Krzyż Komandorski Orderu Odrodzenia Polski (2 maja 1923)[12][13][14]
- Krzyż Walecznych (1921)[15][13]
- Krzyż Zasługi Wojsk Litwy Środkowej (1926)[16]
- Order św. Jerzego (1914, Imperium Rosyjskie)
- Order św. Anny II i III klasy (Imperium Rosyjskie)[13]
- Order św. Stanisława II i III klasy (Imperium Rosyjskie)[13]
- Order św. Włodzimierza IV klasy (Imperium Rosyjskie)[13]
- Złoty Oręż św. Jerzego (Imperium Rosyjskie)[13]